# Plaza Mayor de León
La plaza Mayor de León se encuentra en el casco antiguo de la ciudad de León, provincia de León, España. Se incluye en el típico Barrio Húmedo. Se encuentra cerca de la catedral de León. Es posible acceder a ella a través de muchas calles: Plegaria, Mariano Berrueta, Escalerilla, Santa Cruz, Matasiete, Ramiro III, Bermudo III y por último, mediante la escalera de estrechos y empinados escalones que llevan a la Plaza Puerta Sol, ya que existe un profundo desnivel entre las dos zonas.

## Descripción

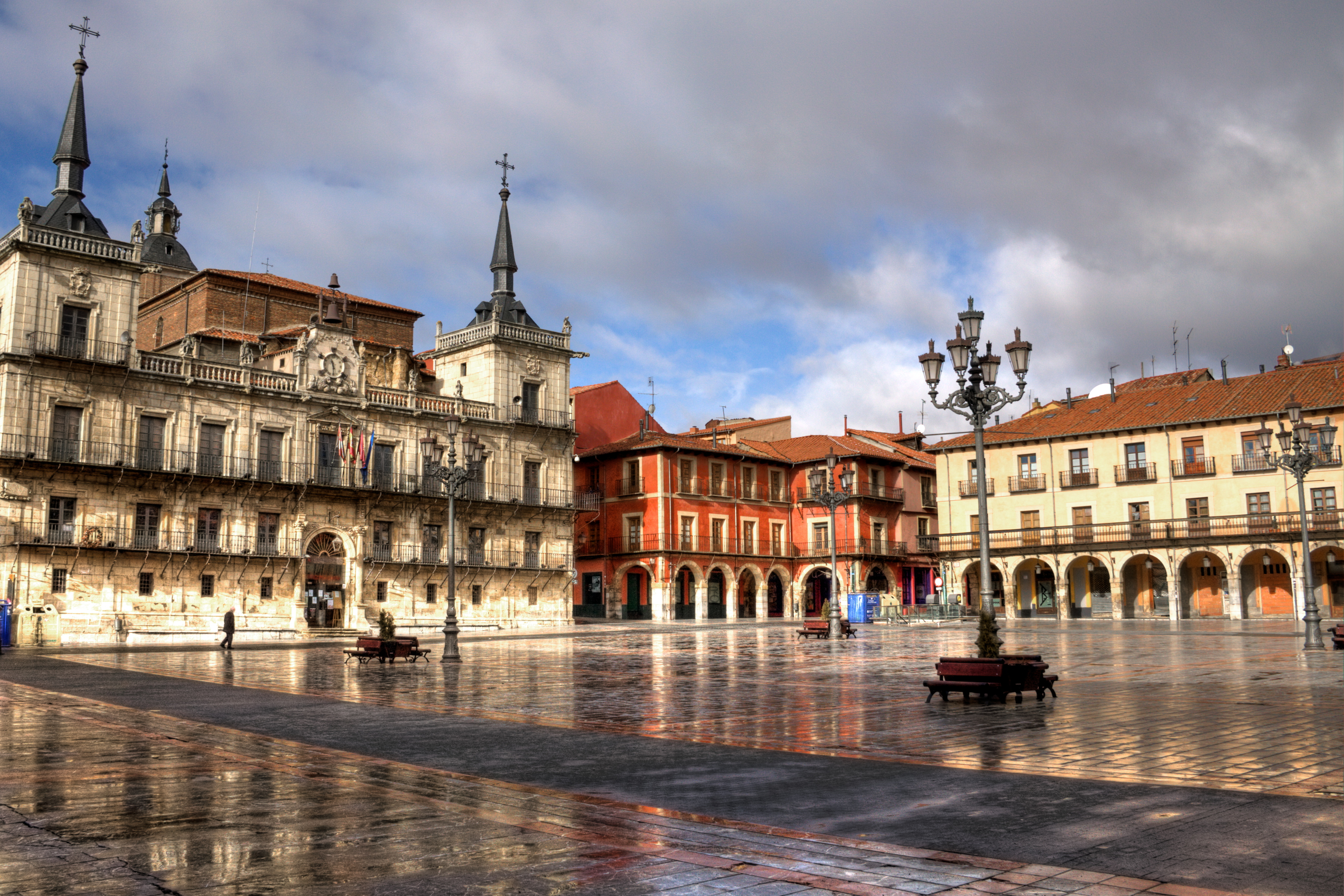
Vista general

En esta plaza encontramos edificios como el Edificio Mirador o Consistorio, que es el que más destaca debido a su arquitectura de Barroco, con dos torres rectangulares terminadas en chapiteles. Actualmente es la sede del Taller Municipal de Artes Plásticas y también la Junta de Cofradías de Semana Santa, muy famosa en esta ciudad. También encontramos en ésta plaza locales de ocio y un hotel.
La Plaza Mayor era el gran centro comercial de la ciudad durante la Edad Media y hasta el siglo XIX, dedicándose al mercado dos veces por semana y con la existencia de todo tipo de comercios en sus soportales, con supremacía de productos alimenticios, pero también boticas, ferreterías, platerías, artesanía, etc. Hoy en día el mercado en la plaza sigue existiendo, celebrándose cada miércoles y sábado.
La Plaza leonesa es la sexta Plaza Mayor más antigua de toda España. Ha servido para las corridas de toros, se han realizado en ella ejecuciones públicas y celebraciones de la Corte Isabelina, también fue en esta plaza donde los leoneses se reunieron para dar el grito de guerra contra la ocupación francesa de 1810. Hoy en día es una zona muy frecuentada durante las fiestas patronales de San Juan y San Froilán, también durante carnavales y Semana Santa, ya que la mayor parte de procesiones pasan por esta popular plaza leonesa.

## Historia
La construcción comenzó en el año 1654, pues en el mes de febrero un gran incendio asoló aquella zona, acabando con todo lo construido anteriormente, de modo que se pensó en la reconstrucción de la zona creando lo que hoy en día se conoce como la Plaza Mayor de León. La construcción terminó en 1677.
Podemos distinguir dos etapas de la construcción:
- Primera fase: Francisco del Piñal realiza un nuevo proyecto de la plaza sustituyendo así al de Antonio Ambrosio. Durante esta etapa se traslada la Casa de las Panaderías, un edificio construido en 1587 con el objetivo de que se realizase en él toda la venta ambulante del pan, desde la calle Santa Cruz al este de la plaza, pues en sus inmediaciones abundaban los vendedores ambulantes de este alimento, por ello la plaza también se había conocido con el nombre de plaza del Pan. El traslado del edificio duró tres años. Se derriba también, en el lado norte de la plaza, un trozo de muralla para que no obstaculizase las obras. Se levantan nuevos arcos y la conocida escalera que comunica con la plaza Puerta Sol.

- Segunda fase: Comienza en el año 1672. Comienza un proceso de ampliación del solar en el que se encontraba la plaza, se derriba la Casa de las Panaderías que no encaja con el proyecto del arquitecto Francisco del Piñal tiene en mente. Un año después se comienza a construir el edificio que preside la plaza: El mirador o casa del Consistorio. El edificio, con características barrocas es finalizado en 1677; de cuatro plantas, con una cornisa por encima de la balaustrada, centralizada, se alza una peineta con un reloj instalado durante el siglo XIX.

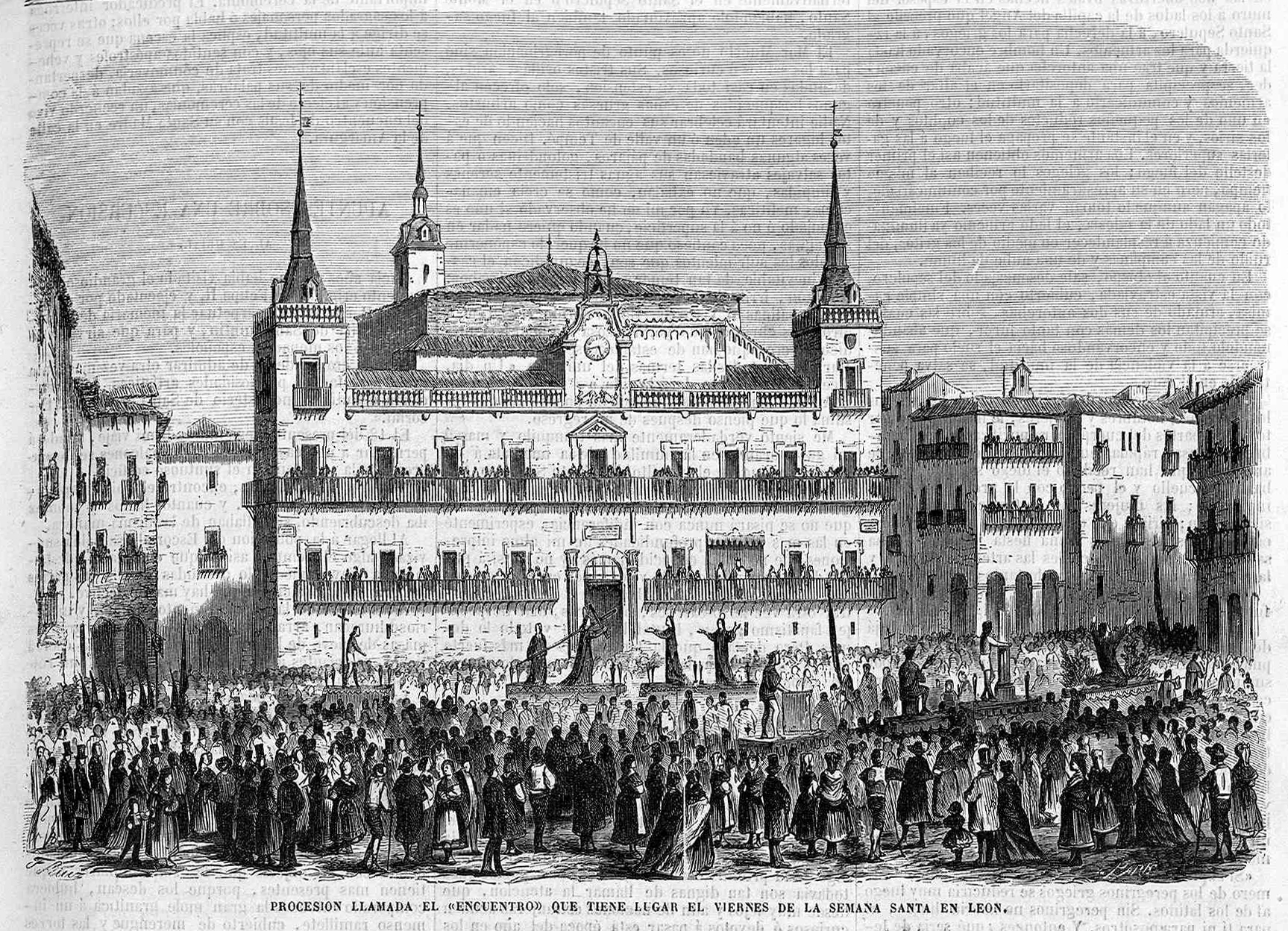
Plaza Mayor durante una procesión de Semana Santa (El Museo Universal, 1866)

El edificio aparenta ser un ayuntamiento, pero en realidad sólo mide 32 metros de largo y 5,30 de profundidad, con lo que sería disfuncional para un edificio administrativo. En un principio se usaba como almacén de mercaderías, pero finalmente fue y sigue siendo usado hoy en día como tribuna o balconada presidencial para celebraciones y festejos o para efectuar sermones religiosos; a uno de los cuales asistió el poeta Gustavo Adolfo Bécquer durante un Viernes Santo. En 1677 la plaza está casi finalizada. No consiguieron trazarla de forma que formase un cuadrado perfecto, a pesar de todas las reformas.
Durante el verano del año 1695 un nuevo incendio de grandes proporciones asola la plaza Mayor. Algunas edificaciones del lado sur y este sufrieron las fatales consecuencias. Además la provincia atravesaba una grave crisis financiera y no se pudieron costear fácilmente las reparaciones. Poco a poco comenzó la restauración de la plaza, realizándose una modificación en el sector este. Se construyó entonces la bóveda que une la plaza con la calle Caño Badillo.

## Características
La plaza no es cuadrada, sino más bien posee una forma ligeramente trapezoidal. Ocupa 4000 m² aproximadamente. Rodeada de soportales formados por arcos de medio punto sostenidos por pilares de piedra, que sustentan dos plantas de viviendas de planta baja, que rodean toda la plaza, construidas en ladrillo. La primera planta posee un balcón corrido, la segunda balcones independientes. Tan sólo el Mirador, al oeste, interrumpe la sucesión de los soportales.